# Малая Кременовка
Малая Кременовка — деревня в Старожиловском районе Рязанской области. Входит в Ленинское сельское поселение

## География
Находится в западной части Рязанской области на расстоянии приблизительно 11 км на юг-юго-восток по прямой от районного центра поселка Старожилово к западу от железнодорожной линии Рязань-Ряжск.

## История
В 1897 году здесь (тогда деревня Дальняя Кременка Пронского уезда Рязанской губернии) учтен был 21 двор.

## Население
Численность населения: 159 человек (1897 год), 1 в 2002 году (русские 100 %), 90 в 2010.